# Супачай Джайдед
Супачай Джайдед (тай. ศุภชัย ใจเด็ด, нар. 1 грудня 1998, Паттані) — таїландський футболіст, нападник клубу «Бурірам Юнайтед» і національної збірної Таїланду.

## Клубна кар'єра
У дорослому футболі дебютував 2015 року виступами за команду клубу «Джумпасрі Юнайтед», в якій провів два сезони, взявши участь у 20 матчах чемпіонату. 
До складу клубу «Бурірам Юнайтед» приєднався 2017 року. Станом на 1 січня 2019 року відіграв за бурірамську команду 50 матчів в національному чемпіонаті.

## Виступи за збірні
2016 року дебютував у складі юнацької збірної Таїланду, взяв участь у 3 іграх на юнацькому рівні, відзначившись одним забитим голом.
2018 року залучався до складу молодіжної збірної Таїланду. На молодіжному рівні зіграв у 3 офіційних матчах, забив 2 голи.
2018 року дебютував в офіційних матчах у складі національної збірної Таїланду. У складі збірної був учасником кубка Азії з футболу 2019 року в ОАЕ. У грі 1/8 фіналу проти збірної Китаю відкрив рахунок зустрічі, проте його команда двічі пропустила і програла з рахунком 1:2.
| Дата       | Місто         | Господарі | Результат | Гості   | Турнір                     | Голи | Примітки |
| ---------- | ------------- | --------- | --------- | ------- | -------------------------- | ---- | -------- |
| 06-01-2019 | Абу-Дабі      | Таїланд   | 1 – 4     | Індія   | Кубок Азії 2019 - 1-й етап | -    |          |
| 10-01-2019 | Дубай (місто) | Бахрейн   | 0 – 1     | Таїланд | Кубок Азії 2019 - 1-й етап | -    | 80'      |
| 14-01-2019 | Аль-Айн       | ОАЕ       | 1 – 1     | Таїланд | Кубок Азії 2019 - 1-й етап | -    | 64'      |
| Усього     |               | Матчів    | 3         |         | Голів                      | 0    |          |

## Титули і досягнення
- Чемпіон Таїланду (6):

«Бурірам Юнайтед»: 2017, 2018, 2021-22, 2022-23, 2023-24, 2024-25
- Володар Кубка Таїланду (3):

«Бурірам Юнайтед»: 2021-22, 2022-23, 2024-25
- Володар Кубка тайської ліги (3):

«Бурірам Юнайтед»: 2021-22, 2022-23, 2024-25
- Володар Кубка Чемпіонів Таїланду (1):

«Бурірам Юнайтед»: 2019
- Переможець Клубного чемпіонату Меконгу (1):

«Бурірам Юнайтед»: 2016
- Переможець Клубного чемпіонату АСЕАН (1):

«Бурірам Юнайтед»: 2024-25
- Найкращий бомбардир Чемпіонату Таїланду (2):

«Бурірам Юнайтед»: 2022-23, 2023-24
Збірні
- Переможець Чемпіонату АСЕАН: 2020